# Нелетающие птицы
Нелетающие птицы — птицы, утратившие в процессе эволюции способность к полёту.
Способность к полёту теряли многие группы птиц независимо друг от друга. Нелетающие птицы принадлежат ко многим семействам и отрядам. В одних из них (пингвинообразные, страусообразные) все виды нелетающие, в других (пастушковые) — только некоторые.
Известно 38 видов и эндемичных островных подвидов или рас наземных нелетающих птиц и 26 — водных.
Размер и масса нелетающих птиц колеблются от 15 см и 35 г у тристанского пастушка до свыше 2,5 м и 150 кг у страусов.
Потеря способности к полёту открывает возможность для увеличения размеров птиц: масса отдельных видов пингвинов достигает 40 кг, казуаров, африканских страусов — 80-100 кг. Некоторые виды вымерших нелетающих птиц, таких как эпиорнисы и моа, видимо, достигали массы 300—400 кг.
У многих нелетающих птиц из-за неспособности к полёту сильно ограничен ареал; особенно много таких видов птиц на островах. Из-за этого большинство видов находятся под угрозой исчезновения, особенно при проникновении чужеродных видов. Так были истреблены дронты, не умевшие ни летать, ни плавать, ни быстро бегать, но спокойно жившие на островах из-за отсутствия врагов.
Много нелетающих обитают в Новой Зеландии — киви, султанка такахе, пастушок-уэка, несколько видов пингвинов, попугай какапо.
К нелетающим птицам не относят малолетающих птиц (многие курообразные), так как они не утратили способность к полёту, хотя и не совершают дальних перелётов. У нелетающих птиц крылья очень малы для их массы или вообще сильно редуцированы.